# Edakalinadu
Edakalinadu là một thị xã panchayat của quận Kancheepuram thuộc bang Tamil Nadu, Ấn Độ.

## Nhân khẩu
Theo điều tra dân số năm 2001 của Ấn Độ, Edakalinadu có dân số 25.769 người. Phái nam chiếm 49% tổng số dân và phái nữ chiếm 51%. Edakalinadu có tỷ lệ 60% biết đọc biết viết, cao hơn tỷ lệ trung bình toàn quốc là 59,5%: tỷ lệ cho phái nam là 69%, và tỷ lệ cho phái nữ là 51%. Tại Edakalinadu, 12% dân số nhỏ hơn 6 tuổi.